# Lubań (szczyt)

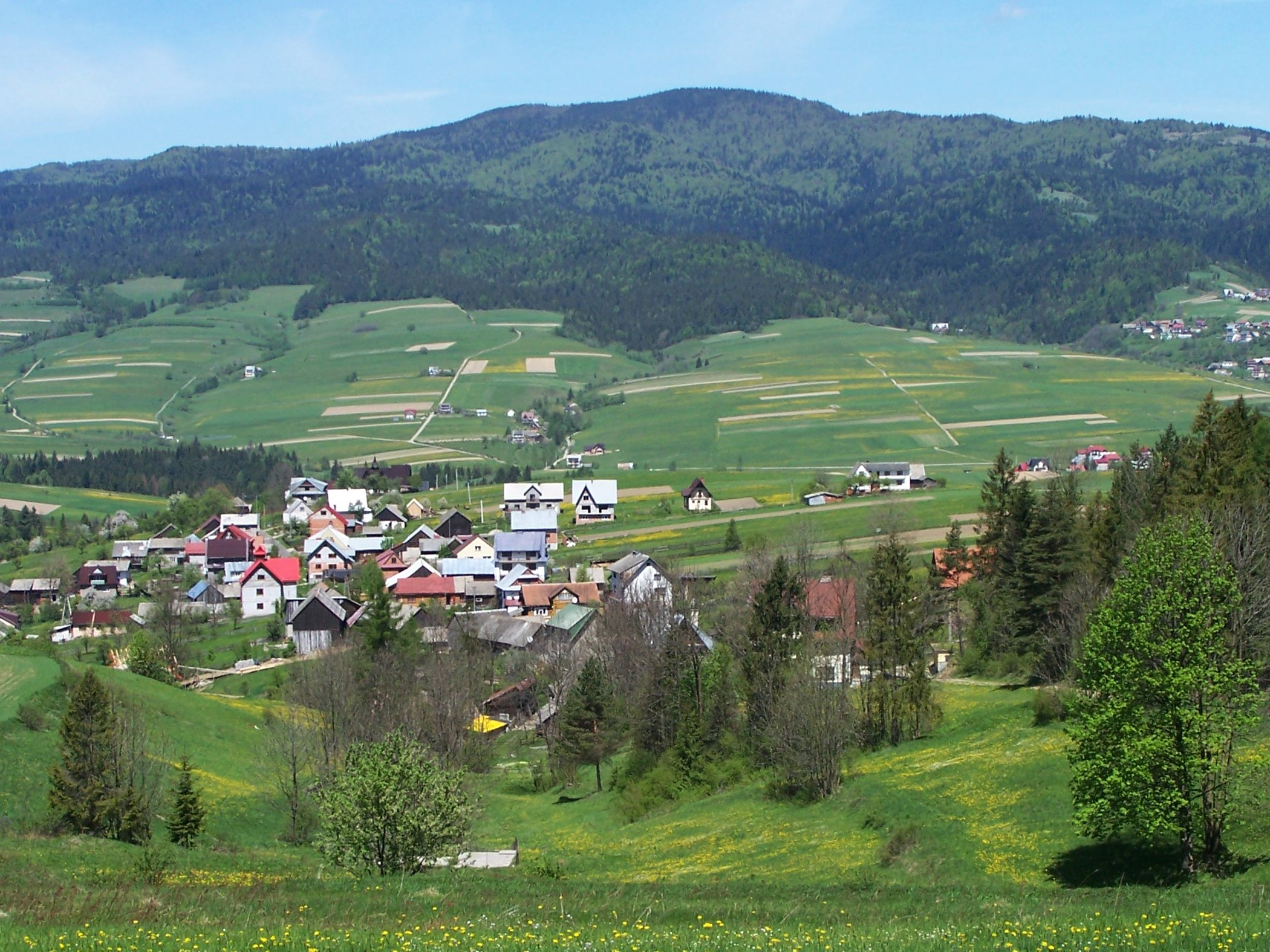
Widok na Lubań od południa

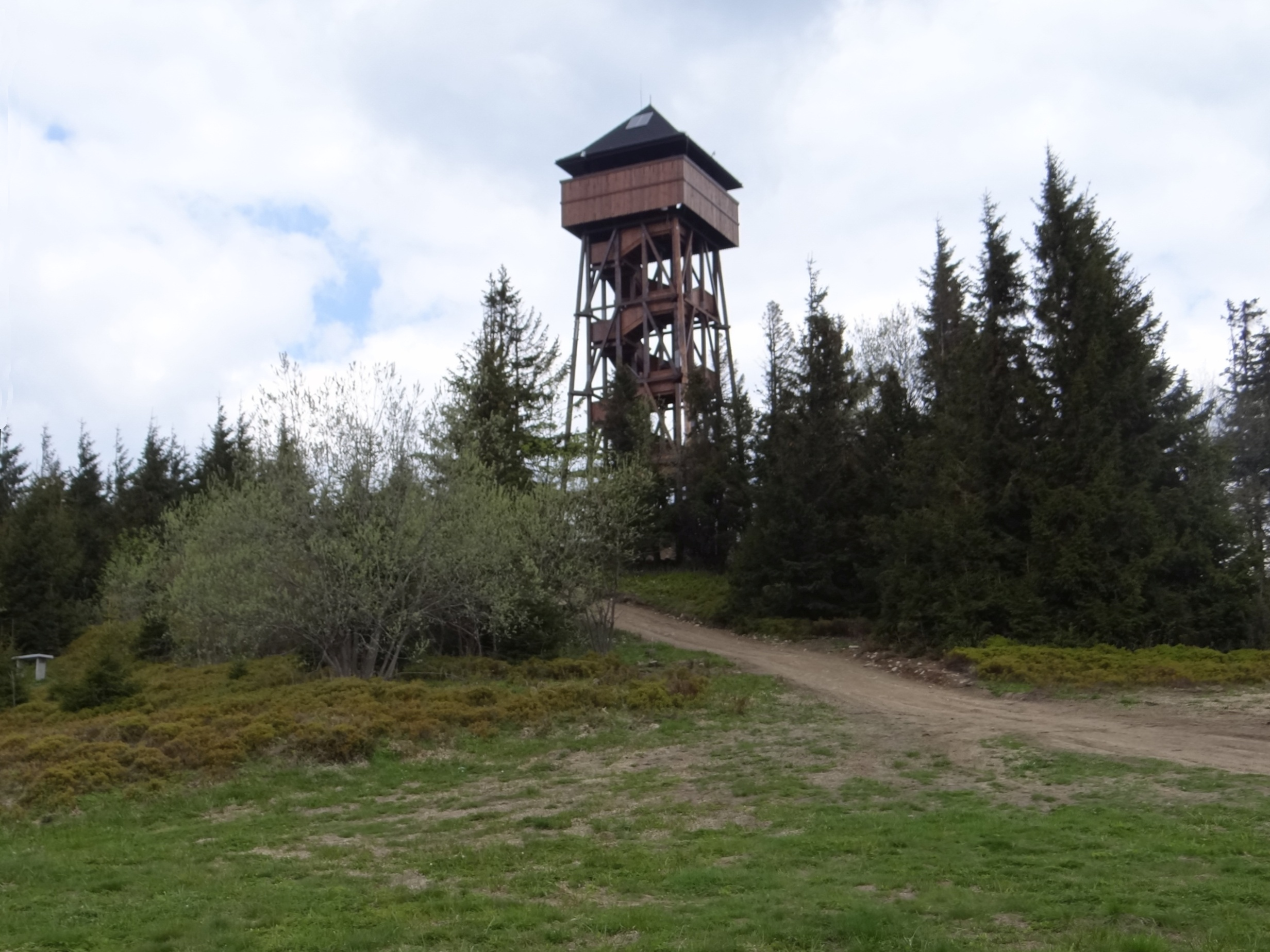
Wieża widokowa

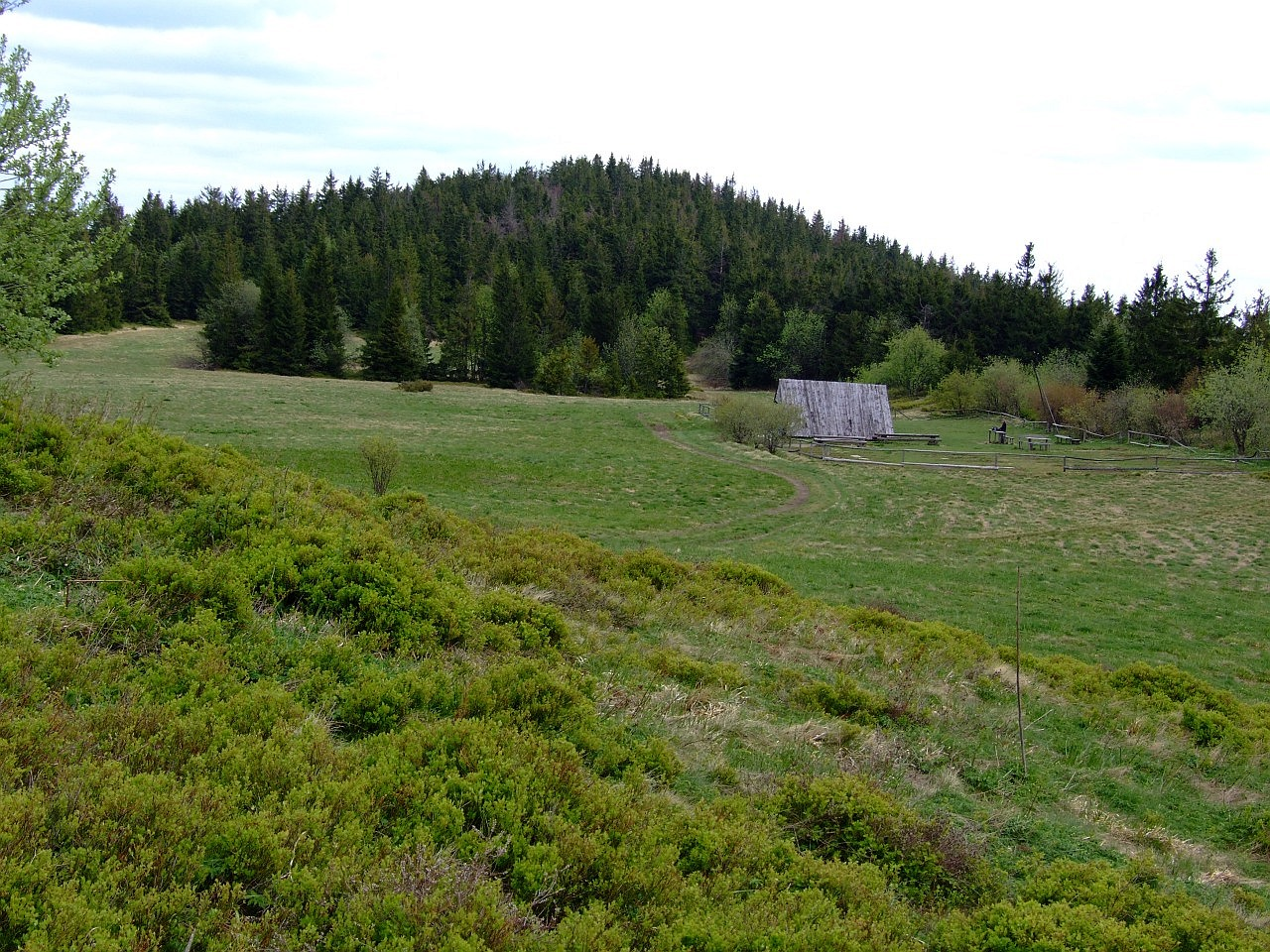
Polana Wierch Lubania i wschodni szczyt

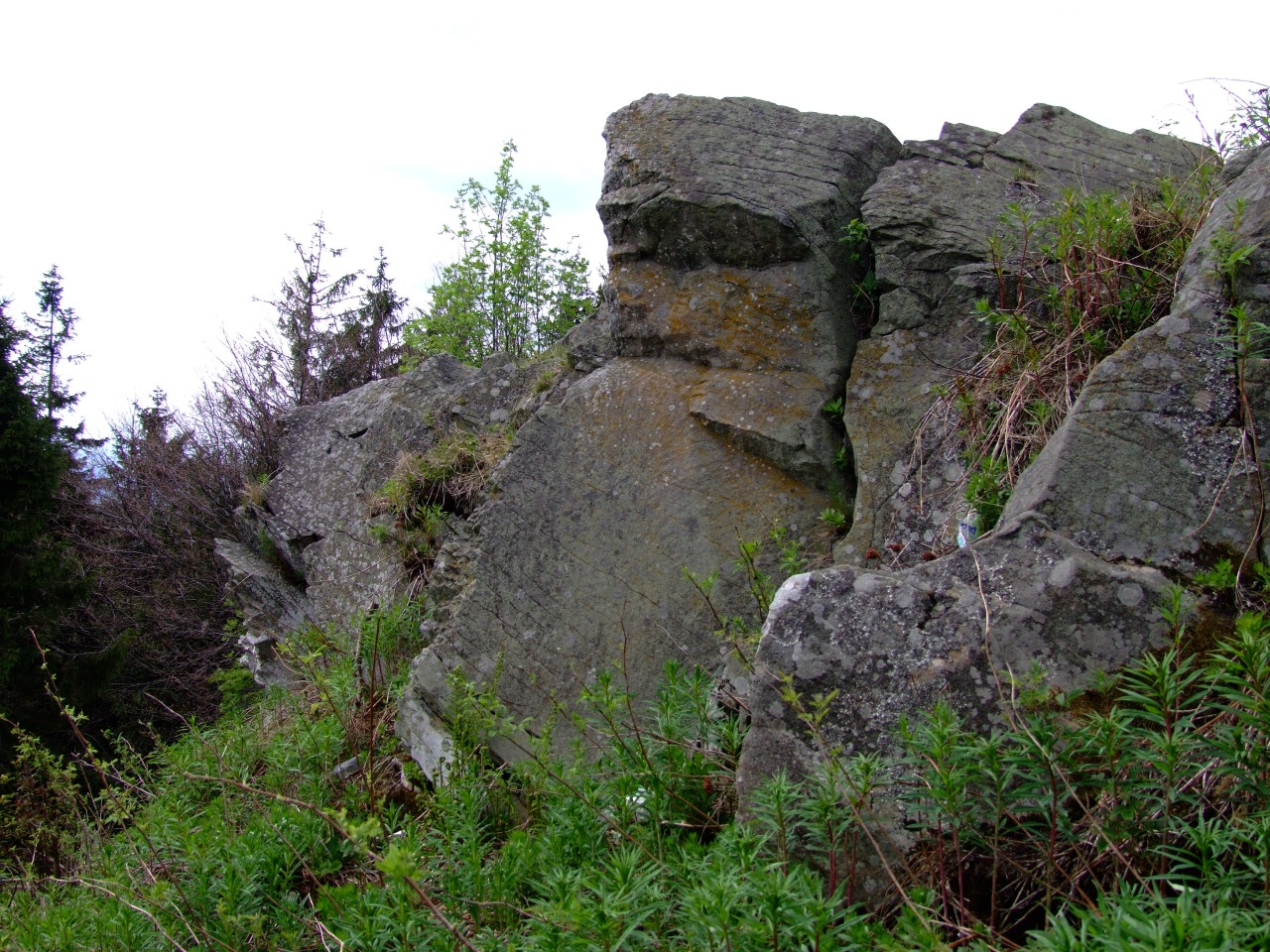
Samorody

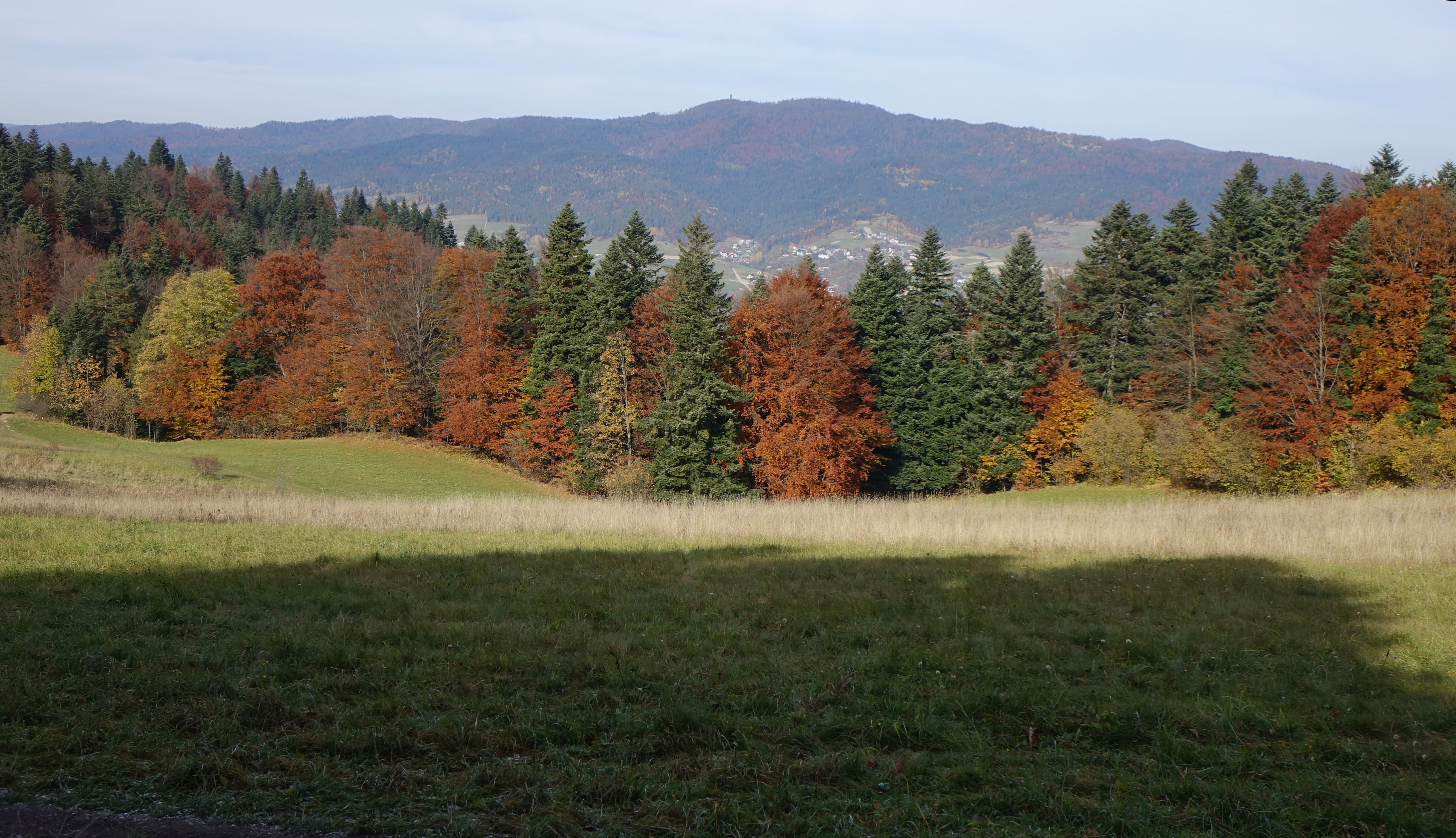
Widok na Lubań z Pienin Czorsztyńskich

Lubań – najwyższy szczyt Pasma Lubania w południowo-wschodniej części Gorców. Duży, porośnięty lasem masyw pocięty dolinami kilku potoków.

## Topografia
Lubań ma dwa wierzchołki, według mapy Geoportalu obydwa tej samej wysokości – 1211 m. Wierzchołek wschodni (Średni Groń) jest zarośnięty lasem i pozbawiony widoków, wierzchołek zachodni słynie z rozległych panoram, szczególnie efektowne widoki bywają wczesnym rankiem. Różne źródła podają różne wysokości: na mapach wysokość określona jest na 1211 m n.p.m., ale tablica informacyjna na szczycie Lubania podaje wysokość 1225 m, podobnie przewodnik Gorce podaje wysokość wyższego (wschodniego) szczytu na 1225 m, a niższego na 1211 m. Z kolei Numeryczny Model Terenu Geoportalu podaje wysokości: 1210,7 m n.p.m. dla Lubania oraz 1211,6 m n.p.m. dla Średniego Gronia.
Pomiędzy dwoma wierzchołkami Lubania rozpościera się polana Wierch Lubania, dogodny punkt widokowy na Tatry, Pieniny i Beskidy, węzeł szlaków turystycznych. Potoki spływające z północnych stoków Lubania uchodzą do Ochotnicy, ze stoków południowych do Krośnicy lub Zbiornika Czorsztyńskiego. Od południowej strony Lubań sąsiaduje z dużo niższym Wdżarem (767 m), oddzielony od niego szerokim siodłem przełęczy Drzyślawa (650 m).
Graniczy tu z sobą 5 miejscowości: Ochotnica Dolna, Tylmanowa, Grywałd, Krośnica i Kluszkowce.

## Przyroda
Na południowych stokach Lubania, po wschodniej stronie potoku Kluszkowianka znajduje się leśny rezerwat przyrody Modrzewie. Z rzadkich roślin na Lubaniu rosną ostrożeń głowacz i ostrożeń dwubarwny. Poniżej polany Wierch Lubania, na południowym stoku są wychodnie piaskowców magurskich z ambonką skalną, zwaną Samorodami.

## Historia
Już od 1860 kuracjusze ze Szczawnicy wyjeżdżali chłopskimi furkami pod szczyt Lubania. W 1912 wyznakowano pierwszy szlak turystyczny z Krościenka. Przy Samorodach w latach 1936–1939 Tatrzańskie Towarzystwo Narciarzy wybudowało schronisko turystyczne o około 100 miejscach noclegowych. Podczas II wojny światowej służyło głównie partyzantom i ukrywającej się przed Niemcami okolicznej ludności, był tam punkt etapowy i zaopatrzeniowy polskich partyzantów. W odwecie Niemcy 24 września 1944 r. spalili schronisko, zabijając dwóch partyzantów. Kolejne schronisko zbudowane zostało przez PTTK w latach 1973–1974 na polanie Wyrobki, na południe od szczytu. Była to bacówka – mały obiekt przeznaczony dla turystyki kwalifikowanej. Spłonęła doszczętnie w styczniu 1978 r. Zachowały się kamienne fundamenty i piwnice po tych schroniskach.
Na wschodnim wierzchołku Lubania (Średnim Groniu) znajdują się kopce graniczne trzech miejscowości: Tylmanowa, Ochotnica Dolna i Grywałd. W dawnych czasach w ich okolicy porzucano zwłoki samobójców, które wyciągano tu koniem na tzw. „bosym wozie” i przykrywano gałęziami. Było 5 takich pochówków.
Dawniej na Lubaniu istniała drewniana wieża triangulacyjna, która jednak dawno już zawaliła się. W 2015 roku pod szczytem zachodniego wierzchołka została wybudowana 22-metrowa wieża widokowa.

## Studencka baza namiotowa
Na polanie działa od lat 60. XX w. studencka baza namiotowa. Czynna jest w miesiącach wakacyjnych. Początkowo należała do BPiT Almatur z Krakowa, obecnie do krakowskiego Oddziału Akademickiego PTTK. Zawsze prowadzona była przez przewodników ze Studenckiego Koła Przewodników Górskich w Krakowie. Nocować można we własnym namiocie lub w kilkunastu namiotach bazowych. Są namioty-stołówki, zadaszona wiata, wodę czerpie się ze źródełka położonego na południowych stokach (przy szlaku turystycznym na przełęcz Snozka).

## Legendy
Według ludowych podań Lubań to miejsce przeklęte i magiczne zarazem. Miejscowi czarownicy toczyli tam między sobą spory. Po wypowiedzeniu przez jednego z baców-czarowników straszliwego przekleństwa całe stado owiec wraz z juhasami zapadło się pod ziemię. Podobno w dniu św. Jakuba (25 lipca) z tego miejsca wydobywają się spod ziemi okrzyki juhasów i dzwonki owiec.

## Turystyka
Główny Szlak Beskidzki na odcinku Krościenko – Przełęcz Knurowska:
- z Krościenka przez Marszałek 3:10 h, ↓ 2:10 h
- z Przełęczy Knurowskiej przez Runek 3:35 h, ↓ 3:10 h

 fragment szlaku Tarnów – Wielki Rogacz:
- z Ochotnicy Dolnej 2:15 h, ↓ 1:30 h
- z przełęczy Snozka 2:05 h, ↓ 1:40 h

 szlak Ochotnica Dolna – Grywałd:
- z Ochotnicy Dolnej 2:30 h, ↓ 1:35 h
- z Grywałdu 2:10 h, ↓ 1:20 h

 szlak Tylmanowa – Lubań (Średni Groń):
- z Tylmanowej 2:15 h, ↓ 1:15 h

 Z miejscowości Kluszkowce 2:45 h, ↓ 2:00 h

## Przypisy

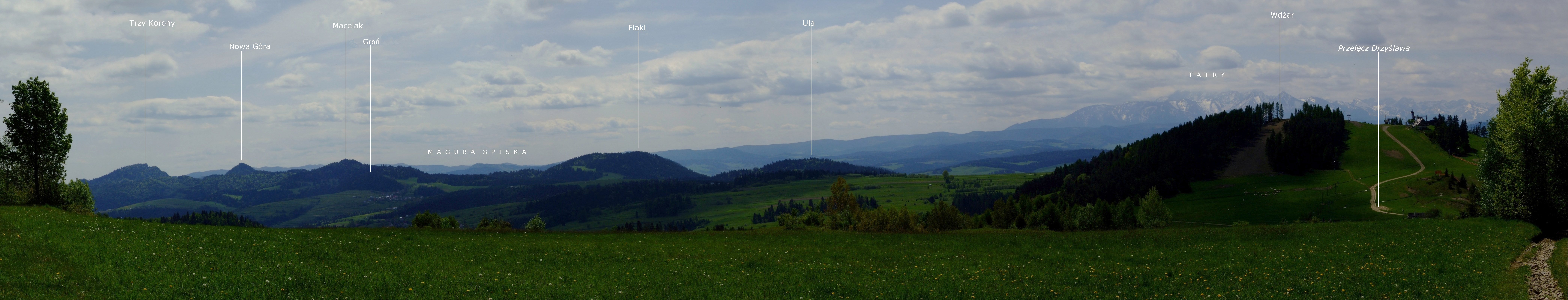
Panorama z podnóży Lubania (powyżej przełęczy Drzyślawa)